# Bach (Tirol)
Bach ist eine Gemeinde mit 640 Einwohnern (Stand 1. Jänner 2024) im Bezirk Reutte in Tirol (Österreich). Bach gehört zum Gerichtsbezirk Reutte.

## Geografie
Bach liegt im oberen Lechtal. Es fließen vier Gewässer durch das Gemeindegebiet: zwei größere Gewässer – der Fluss Lech (Naturpark Tiroler Lech) und der Alperschonbach – und zwei kleinere Gewässer – der Modertalbach und der Sulzlbach. Die Seehöhe beträgt 1070 Meter.

### Gemeindegliederung
Bach besteht aus einer einzigen, gleichnamigen Katastralgemeinde bzw. aus drei Ortschaften, die in verschiedene Siedlungen (Rotten) aufgegliedert sind (Einwohner Stand 1. Jänner 2024):
- Bach (419)
- Schönau (52)
- Stockach (169)

| Katastralgemeinden | Ortschaften in der Gemeinde                                                                                              |
| ------------------ | --- |
| Bach (56,86 km²)   | Bach (D) Benglerwald (R) Kraichen (R) Seesumpf (R) Unterwinkel (D) Schönau (D) Oberwinkel (W) Sulzlbach (R) Stockach (D) |
| Legende            | |

| In der Spalte Katastralgemeinden sind sämtliche Katastralgemeinden einer Gemeinde angeführt. In der Klammer ist die jeweilige Fläche in km² angegeben. |
| In der Spalte Ortschaften sind sämtliche von der Statistik Austria erfassten Siedlungen, die auch eine eigene Ortschaftskennziffer aufweisen, angeführt. In der Hierarchieebene derselben Spalte, rechts eingerückt, werden nur Ansiedlungen, die mindestens aus mehreren Häusern bestehen, dargestellt. Die wichtigsten der verwendeten Abkürzungen sind: - M = Hauptort der Gemeinde - Stt = Stadtteil - R = Rotte - W = Weiler - D = Dorf - ZH = Zerstreute Häuser - Sdlg = Siedlung - Hgr = Häusergruppe - E = Einzelgehöft (nur wenn sie eine eigene Ortschaftskennziffer haben) Die komplette Liste der Statistik Austria ist in: Topographische Siedlungskennzeichnung nach STAT Zu beachten ist, dass manche Orte unterschiedliche Schreibweisen haben können. So können sich Katastralgemeinden anders schreiben als gleichnamige Ortschaften bzw. Gemeinden. Quelle: Statistik Austria – |

### Nachbargemeinden
Fünf der sechs Nachbargemeinden liegen im Bezirk Reutte.
|         | Elbigenalp                                  | Häselgehr             |
| Holzgau | Kompassrose, die auf Nachbargemeinden zeigt | Gramais               |
|         | Kaisers                                     | Zams (Bezirk Landeck) |

### Seitentäler
Die Gemeinde Bach ist von mehreren Seitentälern umgeben.
- Madautal: Dieses urige Seitental hat sich seinen wilden und unberührten Charakter bewahrt. Das kleine Alpendorf Madau befindet sich in diesem Tal. Das Madautal teilt sich wiederum in das Grießltal, das Alperschonertal und das Parseiertal. Der Alperschonerbach aus dem Madautal mündet in Bach in den Lech.
- Modertal: Bekannt für seinen beeindruckenden Wasserfall und die natürliche Aussichtsplattform.
- Sulztal: Ein romantisches Tal bei Stockach, das durch Felstunnel und entlang saftiger Bergwiesen zur Sulztal Alm führt.

## Geschichte

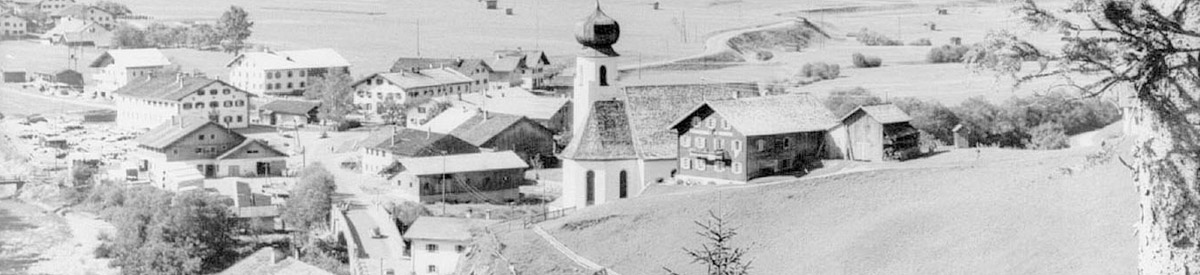
Gemeinde Bach

Der Ort Bach wurde 1427 erstmals urkundlich erwähnt (Namensnennung Pach). Die heutige Gemeinde Bach war ursprünglich als Stockach bekannt, dem älteren Ortsteil im Gemeindegebiet. Bach unterstand dem Gericht Ehrenberg und wurde dort um 1500 der Anwaltschaft  Mitter-Lechtal zugeordnet. Im Gericht Ehrenberg wurden um 1649 die politischen Gemeinden als Pfarren bezeichnet, wobei Bach Teil der Pfarre Elbigenalp war. Bis in die Mitte des 19. Jahrhunderts lautete der Gemeindename Stockach. Wie im Lechtal oftmals üblich wurde das Gemeindegebiet von Bach erst sehr spät besiedelt. Um neues Land und neue Höfe zu erhalten, beauftragten Grundherrn Bauern, Land zu roden und dieses dann in einem besonderen Lehensverhältnis zu erhalten. Vom 17. bis ins 19. Jahrhundert war Bach durch die Holztrift entlang des Alperschonbachs im Madautal als Lend bekannt. Freskenverzierte Häuser erinnern an die früheren Saisonarbeiter im Lechtal, die ins Ausland zogen.

### Bevölkerungsentwicklung
EinwohnerJahr5005506006507007501860189019201950198020102040EinwohnerEinwohnerentwicklung von Bach

### Gipsmühle Bach

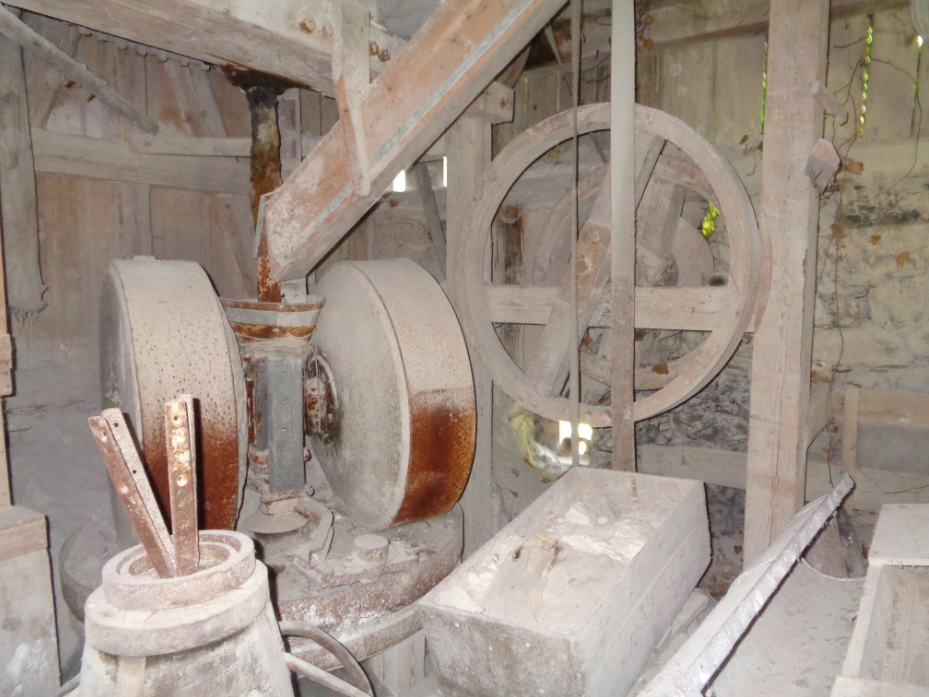
Gipsmühle Bach Lechtal

Die Gipsmühle in Bach (), gelegen im Ortsteil Unterbach, wurde 1902 von Adalbert Wolf errichtet und war bis 1961 in Betrieb. Diese historische Mühle diente der Zerkleinerung von Gips und wurde von zwei unterschlächtigen Wasserrädern mit einem Durchmesser von drei Metern angetrieben. Das benötigte Wasser wurde aus dem Alpschonerbach entnommen und zu den Wasserrädern geleitet.
Im Inneren der Mühle befinden sich noch heute alle notwendigen Anlagenteile für die Gipserzeugung, darunter Steinbrecher, Förderbänder, Becheraufzüge, Förderschnecken, Siebkästen und der große Kollermahlgang. Auch der Brennofen, in dem das Gipsmehl erhitzt wurde, ist noch vorhanden. Die Gipsmühle ist ein bedeutendes Kulturerbe im Lechtal und zieht das Interesse von Fachleuten und Geschichtsinteressierten auf sich. Laut Auskunft der Tiroler Kulturabteilung ist die Gipsmühle die einzige noch bestehende in Tirol.

### Archäologische Funde
Im Gebiet von Bach hat ein Forschungsteam aus Innsbruck bedeutende archäologische Entdeckungen gemacht. Sie fanden Hinweise auf einen Radiolarit- und Feuersteinabbau (Feuerstein, auch Flint oder Silex), der auf das 6. Jahrtausend vor Christus datiert wird. Diese Fundstätte am Rothornjoch () gehört zu den ältesten im Außerfern. Silex-Funde im Raum Füssen stammen wahrscheinlich ebenfalls vom Rothornjoch.

### Bergbau
Im Alperschontal, das südlich vom Madautal abzweigt, wurde im 15. und 16. Jahrhundert Erz abgebaut, darunter Bleiglanz, Zinkblende und Galmei. Die Flurnamen Knappenbodenalpe und Knappenböden () erinnern noch heute an diese historische Bergbautätigkeit.

### Gerichtsstätte des Lechtals

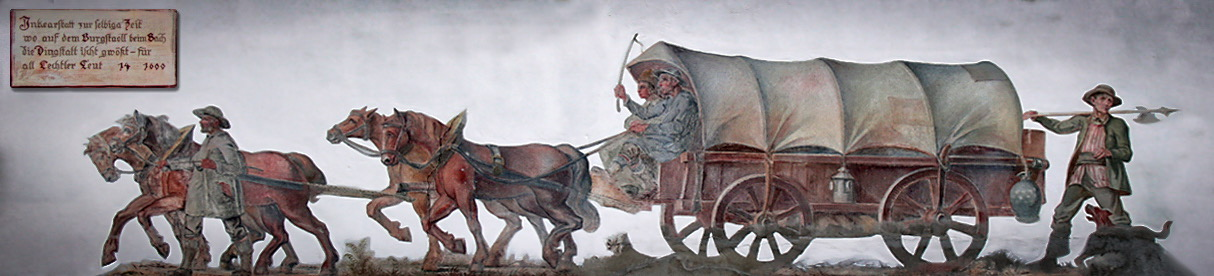
Existenz der Dingstatt Nachweis Fassade des Gasthofs Grüner Baum in Bach, in der linken oberen Ecke.

Der ehemalige Dingstuhl, auf einer Anhöhe oberhalb des Weilers Seesumpf gelegen, war bis ins 15. Jahrhundert die Gerichtsstätte des oberen Lechtals und später Sitz des „Stocker Drittels“. 1854 wurde die Gemeinde Stockach im Zuge einer Verwaltungsreform in Gemeinde Bach umbenannt. Die Existenz dieser Dingstatt ist noch an der Fassade des Gasthofs Grüner Baum in Bach illustriert. Ein Text im Lechtaler Dialekt gibt an: „Inkearstatt zur selbiga Zeit wo auf dem Burgstaoll beim Bach die Dingstatt ischt gwößt - für all Lechtler Leut 14 - 1600“. Heute ist die Ruine stark bewachsen und kaum erkennbar. Die meisten Prozesse betrafen Streitigkeiten um die Nutzung der Kulturflächen.

## Bauwerke und Sehenswürdigkeiten

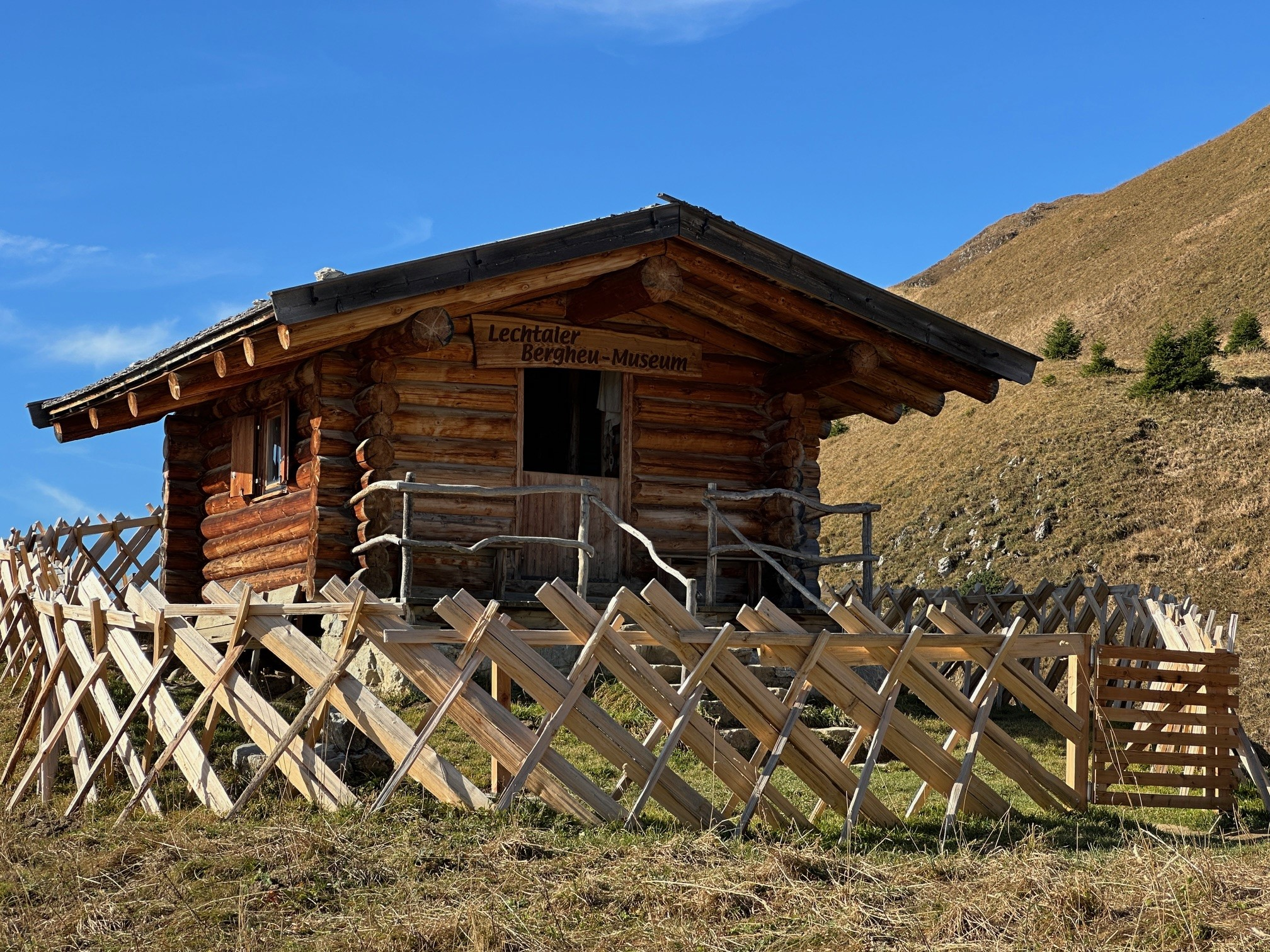
Heuberg-Museum Jöchelspitze (2022)

### Kirchen

#### Pfarrkirche Unsere liebe Frau Mariä Reinigung (Bach)
Die Pfarrkirche Bach wurde von 1790 bis 1792 erbaut und steht, wie fast alle Lechtaler Kirchen, auf einem Felsen sicher über den Fluten des Lech. 1992/93 wurde eine Innenrenovierung durchgeführt, um den ursprünglichen barocken Zustand wiederherzustellen. Neben der Kirche befinden sich der Friedhof mit Friedhofskapelle und ein Kriegerdenkmal.

#### Expositurkirche zum Hl. Josef (Stockach)
Die Expositurkirche zum hl. Josef wurde 1701 in Oberstockach erbaut und 1770 vergrößert. Das Äußere ähnelt der Kirche in Bach. Der Turm wurde erst 1898 hinzugefügt. Stockach gehörte seelsorgerisch immer zur Mutterpfarre Elbigenalp und wurde 1785 zur Expositur. Seit 1971 ist Stockach der Pfarre Bach angegliedert. Die Kirche steht unter Denkmalschutz (Listeneintrag).

### Kapellen
In der Gemeinde Bach befinden sich gleich mehrere versteckte und historisch bedeutende Kapellen.

#### Klotzkapelle und Friedhof
Die Klotzkapelle, erbaut 1900, befindet sich am Eingang zum Madautal. Neben der Kapelle liegt ein kleiner Friedhof mit Gedenktafeln zur Erinnerung an die Verstorbenen im Tal. Von Bach führt ein kleiner Kreuzweg hinauf zur Kapelle. Sie steht unter Denkmalschutz (Listeneintrag).

#### Seesumpfkapelle
Die Seesumpfkapelle, auch Mariahilf-Kapelle genannt, wurde 1962 neu erbaut und ersetzt eine ältere Kapelle aus den Jahren 1870/80. Die Kapelle war früher auch als „Muttergotteskapelle“ bekannt. Besonders das älteste Marienbild des Dorfes und eine Holzskulptur aus dem Frühbarock ziehen Gläubige an. Die Kapelle ist bekannt für ihre schöne Lage in einer Waldlichtung über dem Dorf und steht unter Denkmalschutz (Listeneintrag).

#### Antoniuskapelle (Winklerkapelle)
Die Antoniuskapelle ist eine kleine Kapelle im Weiler Winkel, die dem heiligen Antonius von Padua gewidmet ist. Die Winklerkapelle am Weg von Bach nach Stockach wurde 1668 von Hans Selb und seiner Frau Anna, geb. Klotz, erbaut, vermutlich aus einem Gelöbnis während der Pest im Jahr 1635. In der Nähe der dem hl. Antonius geweihten Kapelle soll sich ein Pestfriedhof befunden haben. Um 1680 erhielt die Kapelle die Messlizenz. 1733 wurde die Kapelle neu gebaut und erweitert, darunter Tafeln mit den Kreuzwegstationen im Jahr 1743. Die Kapelle steht unter Denkmalschutz (Listeneintrag).

#### Kapelle Maria vom Guten Rat
Die Ortskapelle Maria vom Guten Rat in Schönau ist eine kleine, aber bedeutende Kapelle im Lechtal. Die Kapelle wurde bereits 1732 geweiht und ist wesentlich älter als ihr heutiger Name vermuten lässt. Das Gebäude steht unter Denkmalschutz (Listeneintrag).
Das Altarbild der Kapelle zeigt die Aufnahme Marias in den Himmel, gemalt von Joseph Anton Schuler (Lechtaler Maler aus Elbigenalp). Die Kapelle beherbergt auch eine Skulptur von Christus an der Geißelsäule und einen Reliquienstein mit Überresten der Heiligen Severianus und Victoria. Die Kreuzwegstationen der Kapelle, die aus dem Jahr 1746 stammen, werden im Museum im Grünen Haus in Reutte aufbewahrt.

#### Madaukapelle
Die Madaukapelle wurde 1679 von Oswald Singer zum Gedächtnis an seinen durch eine Schneelawine verunglückten Sohn Michael erbaut. Ursprünglich gehörte Madau zur Pfarre Zams im Inntal, wurde später jedoch von der Pfarre Elbigenalp und Bach aus versorgt. Auch diese Kapelle steht unter Denkmalschutz (Listeneintrag).

### Sonstige
- Die Lechbrücke bei der Kirche als Schrägseilbrücke wurde nach dem Hochwasser 2005 im Jahre 2009 neu errichtet.[11] Dabei wurde der Pfarrhof abgetragen.
- Heuberg-Museum auf der Jöchelspitze
- Historische Gipsmühle in Unterbach
- Modertal Wasserfall Seesumpf ()

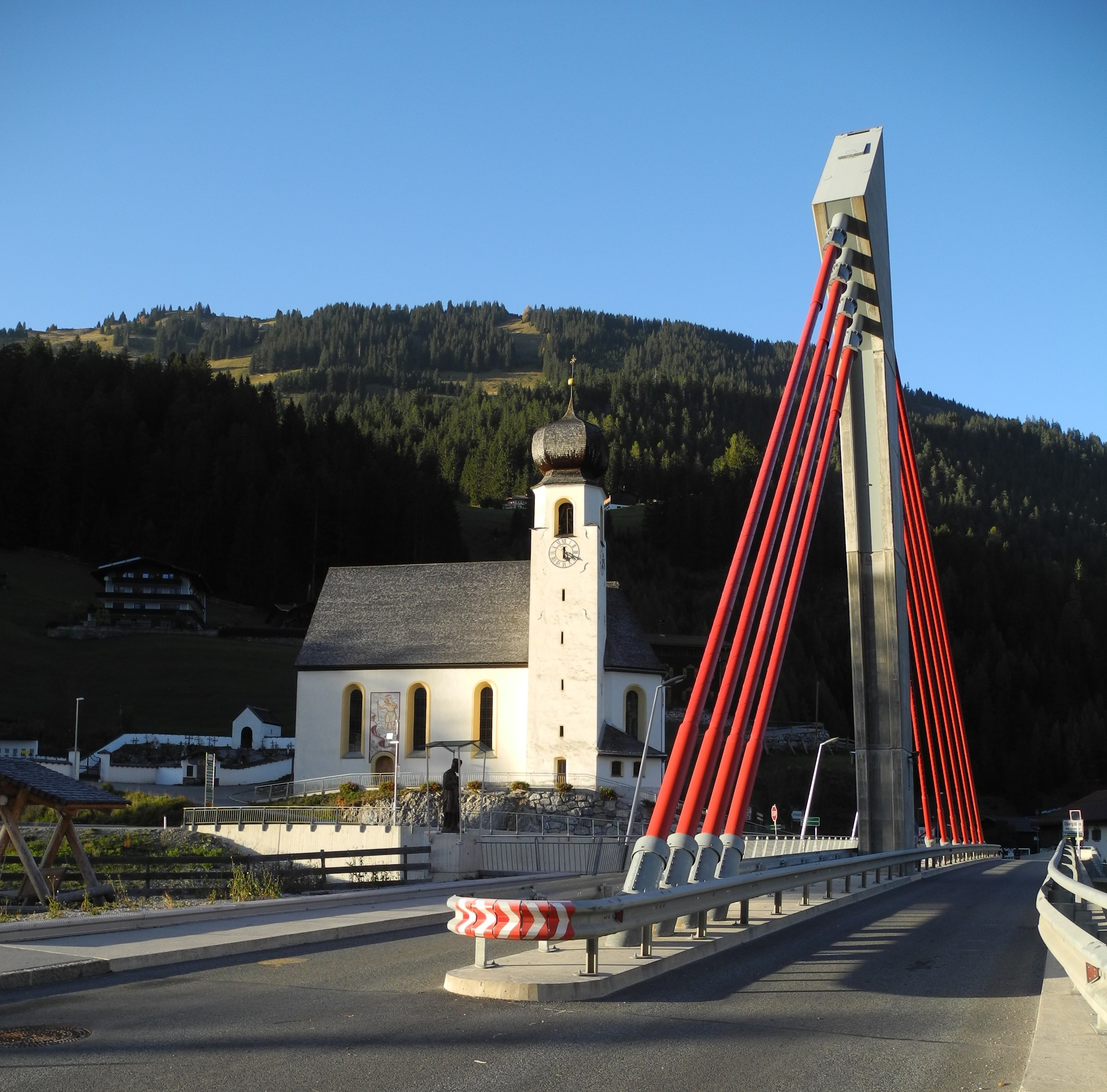
Pfarrkirche mit der Lechbrücke (2012)
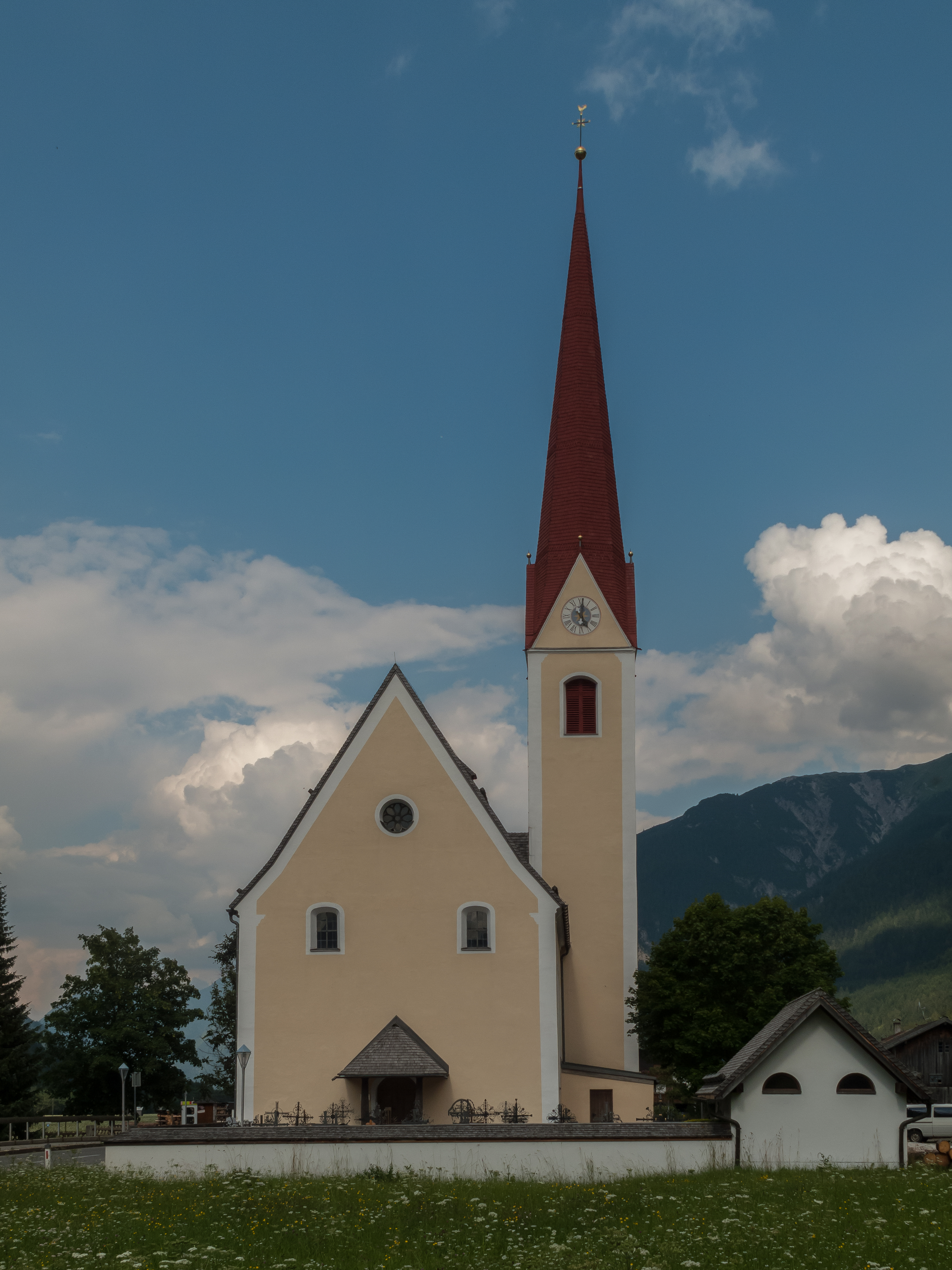
Expositurkirche zum hl. Josef
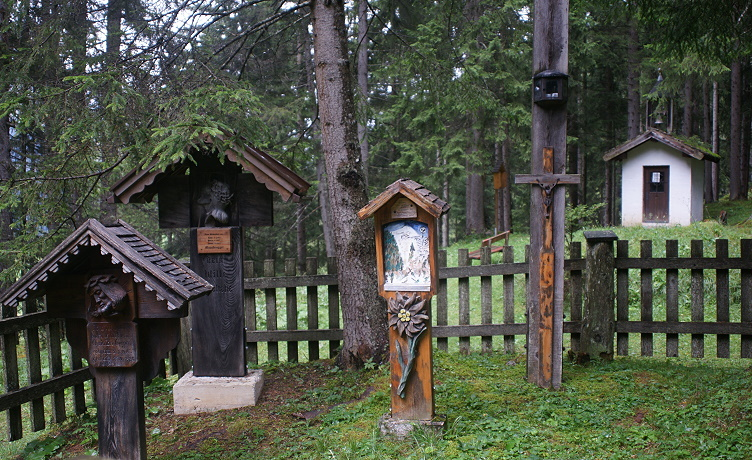
Klotzkapelle Madautal
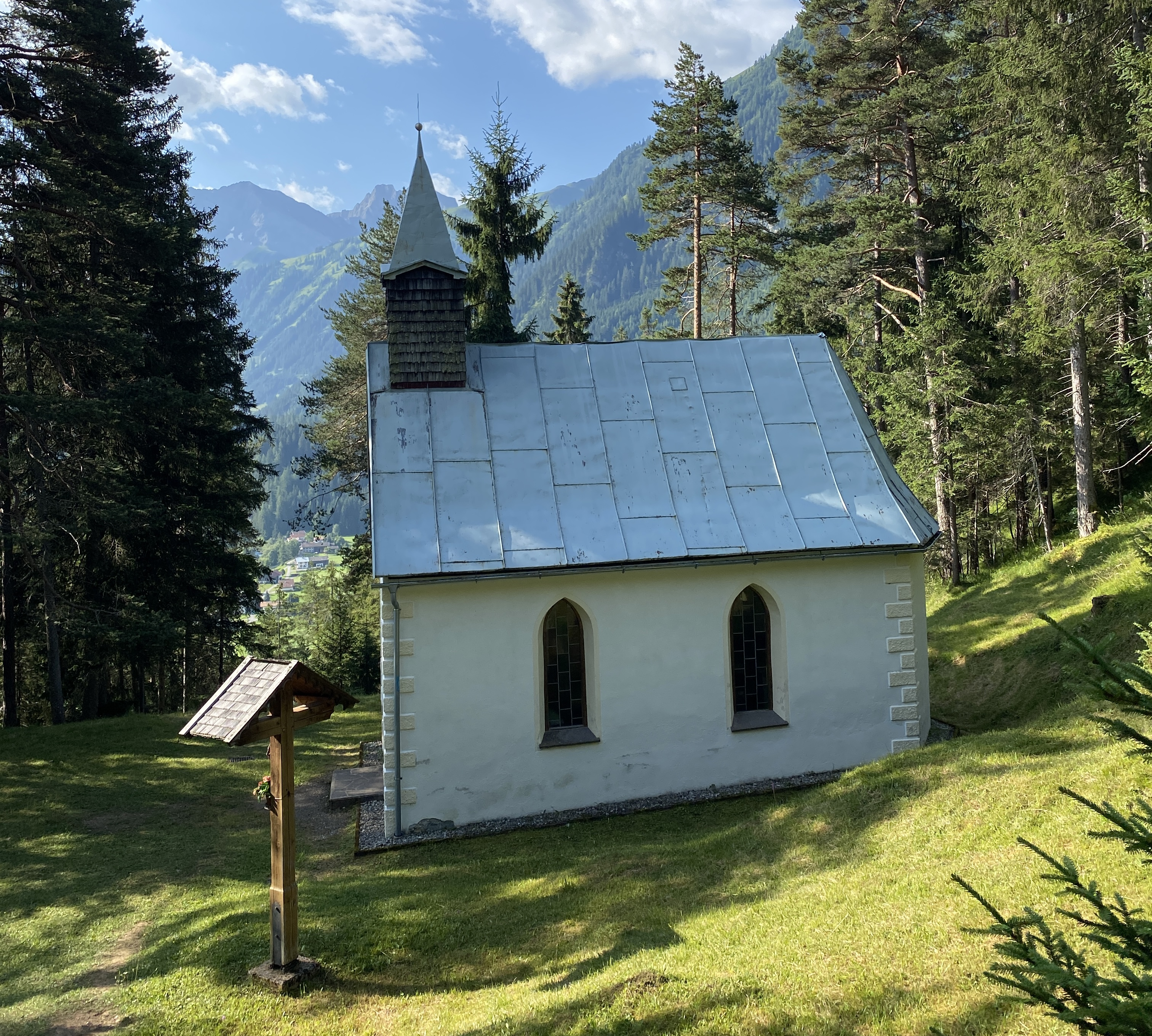
Mariahilf-Kapelle Seesumpf (2024)
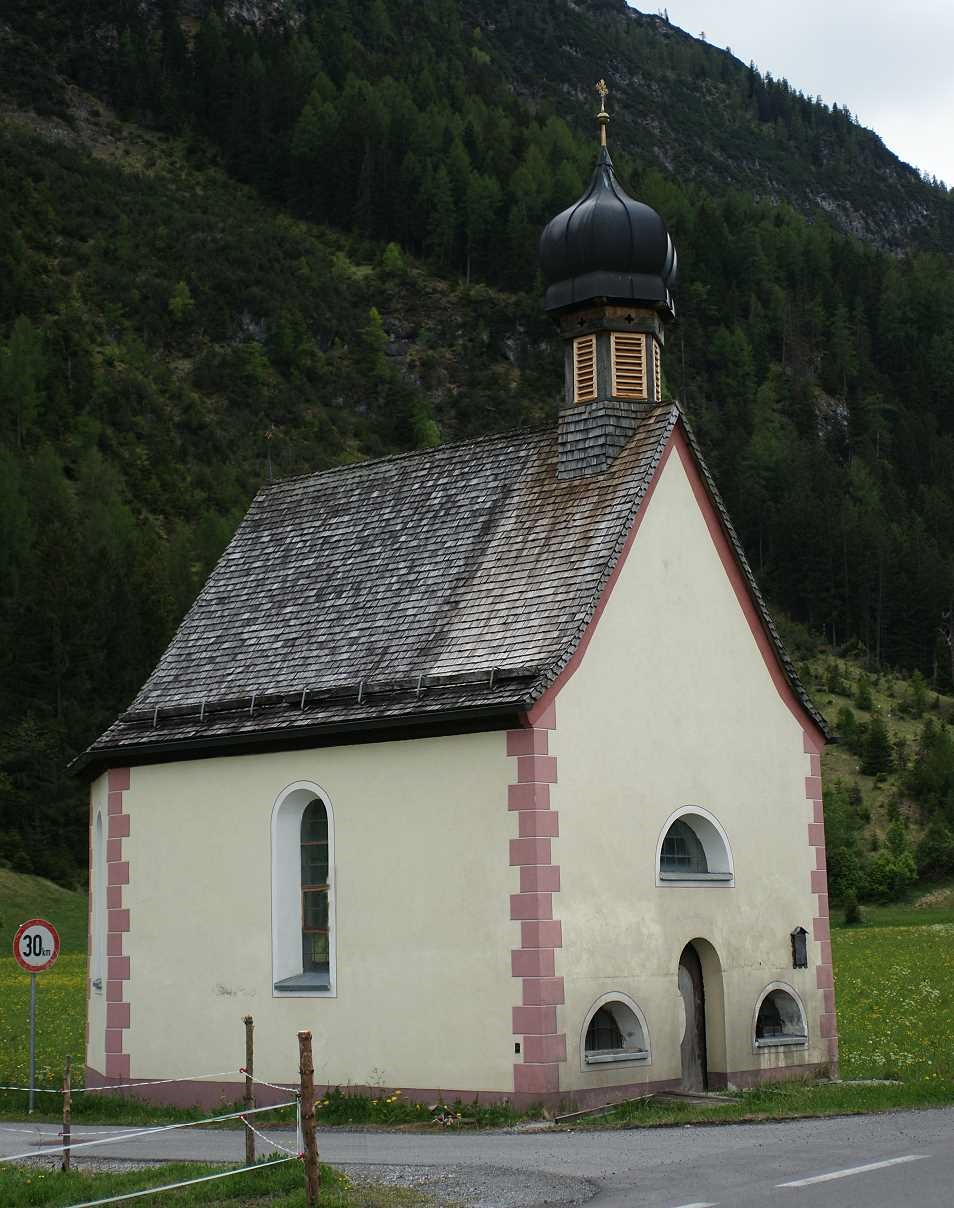
Antoniuskapelle im Weiler Winkel Gemeinde Bach
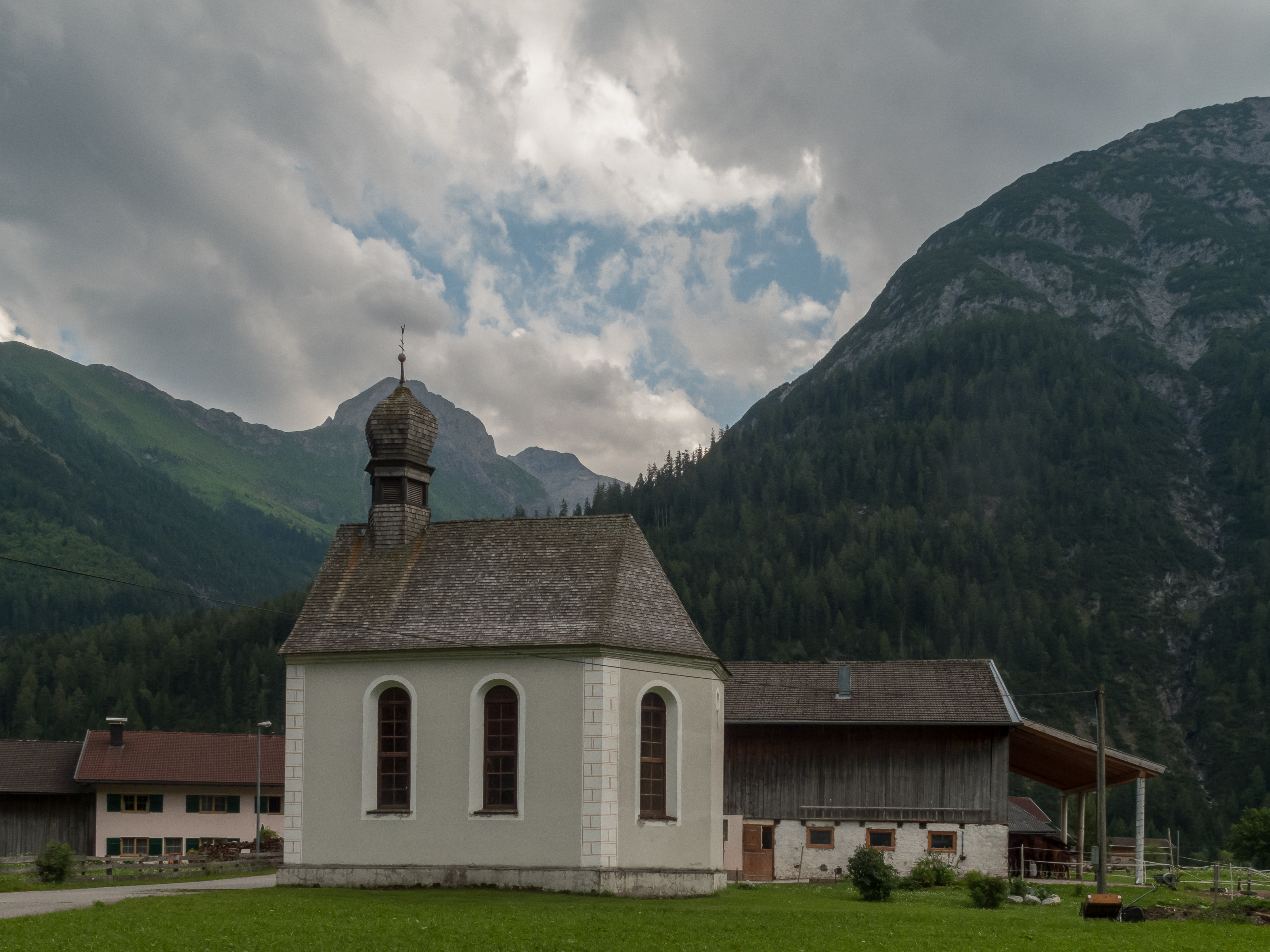
Schönau, Ortskapelle Maria vom Guten Rat, Marienkapelle
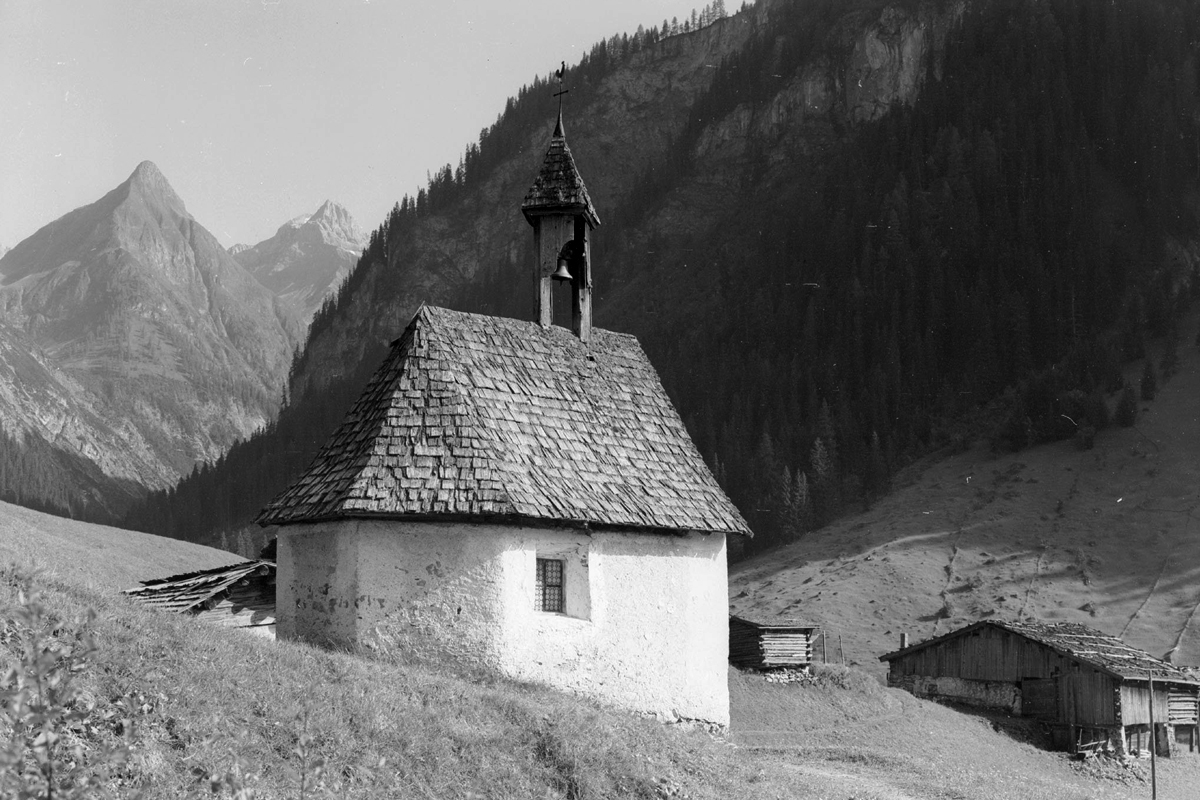
Kapelle in Madau gegen Seekogel und Seekopf (1956)

## Kultur und Vereine

### Schützenkompanie
Die Schützenkompanie Bach wurde 1855 unter der Führung von Ehrenhauptmann Hermann Heel und Hauptmann Hermann Wolf gegründet. Seit 2011 leitet Hauptmann Christian Kerber die Kompanie. Aktuell hat die Schützenkompanie 22 aktive Mitglieder.

### Musikkapellen der Gemeinde
Die Musikkapelle Bach wurde 1925 gegründet und ist eine traditionsreiche Musikgruppe, die das kulturelle Leben der Gemeinde Bach bereichert. Die Kapelle besteht aus 35 engagierten Musikern. Die Musikkapelle ist ein wichtiger Bestandteil des Dorflebens und trägt zur Pflege von Tradition und Brauchtum bei.
Die Musikkapelle Stockach ist ebenfalls ein bedeutender kultureller Bestandteil der Region. Sie wurde gegründet 1880. Die Musikkapelle tritt regelmäßig bei verschiedenen Veranstaltungen und Konzerten auf und ist im Lechtal sehr bekannt für ihre musikalischen Darbietungen.

### Jungbauern
Die Jungbauernschaft/Landjugend Bach ist eine aktive Gruppe junger Menschen mit aktuell 40 Mitgliedern (2024), die sich für die Förderung der Gemeinschaft und die Pflege von Traditionen einsetzen.

### Kirchenchor
Der Kirchenchor Bach besteht aus rund 20 Personen und ist hauptsächlich für die musikalische Gestaltung von kirchlichen Hochfesten, Hochzeiten und Beerdigungen verantwortlich. Ein Highlight ist das traditionelle Singen des „Drummer Boy“ in der Mette zu Weihnachten, für das Chorleiter Toni Knittel eine deutsche Fassung und vierstimmige Melodie geschaffen hat. Weiters bekannt ist auch die von ihm komponierte Lechtaler Messe, die auch auf CD erschienen ist bei Koch International im Jahr 1990.

### Weitere Vereine in Bach
- Sportverein (Veranstaltung von Rodelbewerben, Skirennen, Eisstockbewerbe etc.)
- Theatergruppe Bach

## Wirtschaft und Infrastruktur
In Bach und Stockach gibt es einige Hotels und Gasthäuser, zahlreiche Ferienwohnungen, zwei Nahversorger (Lechtal Markt und Adeg Markt Wolf), verschiedene Handwerksunternehmen und andere Kleingewerbe. Es pendeln viele Bewohner aus der Gemeinde zu ihren Arbeitsstätten in die umliegenden Gemeinden oder nach Reutte.

### Tourismus
Bach ist eine zweisaisonale Tourismusgemeinde, die als Ausgangspunkt für zahlreiche Bergwanderungen im Sommer dient, wie zum Beispiel ins Madautal, Sulztal und zur 2226 m hohen Jöchelspitze. Im Winter bietet der Ort vielfältige Freizeitaktivitäten und Zugang zu mehreren Skigebieten, darunter das familiäre Skigebiet Jöchelspitze mit einer modernen 8-Personen-Gondelbahn oder der Skiregion Arlberg.

#### Sommertourismus
Im Sommer kann man von Bach zahlreiche Almen und Hütten bewandern (z. B. Madau, Sulzlalm, Baumgartalm, Sonnalm, Frederic-Simmshütte, Memminger Hütte, Ansbacher Hütte, Württemberger Haus). Einige der höchsten Gipfel der Lechtaler Alpen und Allgäuer Alpen können direkt von Bach und Stockach aus bestiegen werden. Weiters führen einige Themen- und Fernwanderwege durch Bach:
- Der Europäische Fernwanderweg E5 zweigt bei Bach in das Madautal ab.
- Seit Juli 2012 führt der Fernwanderweg Lechweg durch Bach.
- Der Lechtaler Panoramaweg führt von der Bergstation der Jöchelspitzbahn bis zur Bernhardseckhütte.
- Ein botanischer Lehrpfad führt von der Bergstation der Lechtaler Bergbahnen zum nahe gelegenen Lachenkopf und direkt zum Lechtaler Heuberg-Museum.
- Der Anna-Stainer-Knittel-Gedenkweg führt vom Ortszentrum von Bach Richtung Madau auf die Saxer Alm[14].

#### Wintertourismus
Die Wintersaison ist geprägt vom Skitourismus. Zudem gibt es zahlreiche Loipen und Winterwanderwege. Die Gemeinde profitiert vom ortseigenen Skigebiet Jöchelspitze und dem nahe gelegenen Skigebiet in Warth, welches mit dem Ski Arlberg verbunden ist.

### Bildung
Die Gemeinde verfügt über einen eigenen Kindergarten und eine Volksschule. Mittelschule und Polytechnische Schule befinden sich in der Nachbargemeinde in Elbigenalp.

### Medizinische Versorgung
Die vier Oberlechtaler Gemeinden Kaisers, Steeg, Holzgau und Bach betreiben gemeinsam eine Arztpraxis in Holzgau. Notfälle werden über die Leitstelle Tirol abgewickelt, diese koordiniert dann die Einsätze mit den jeweiligen Einsatzkräften z. B. das Österreichische Rote Kreuz Ortsstelle Elbigenalp, der ARA Flugrettung aus Reutte oder dem Christophorus Flugrettungsverein aus Zams. Das nächstgelegene Krankenhaus ist das Bezirkskrankenhaus Reutte (BKH Reutte) in Ehenbichl.

### Energieerzeugung
Die Gemeinde verfügt über ein eigenes Trinkwasserkraftwerk () mit einer Jahresleistung von zirka 700.000 kWh. Bei Bedarf kann das Wasser wieder in einen rund 70 m höher gelegenen Hochbehälter gepumpt werden. Diese Anlage ist ein Meilenstein für die ganze Gemeinde und sichert den Gemeindehaushalt ab.
| Technische Daten zur Anlage | Technische Daten zur Anlage |
| --------------------------- | --------------------------- |
| Wassermenge                 | 30 l/s                      |
| Bruttofallhöhe              | 420 m                       |
| Ausbauleistung              | 155 kW                      |
| Druckleitung                | 2,2 km                      |
| Planung                     | Alpecon Kulturtechnik       |
| Verlegung & Tiefbau         | Swietelsky                  |

### Verkehr
Bach im Lechtal ist eine Gemeinde, die sowohl im Sommer als auch im Winter gut erreichbar ist und verschiedene Verkehrsmöglichkeiten bietet.
Straßenverkehr
Die Hauptverkehrsader durch Bach ist die Lechtalstraße (B198), die das Lechtal mit den umliegenden Regionen verbindet. Diese Straße ist gut ausgebaut und ermöglicht eine bequeme Anreise mit dem Auto. Die Lechtalstraße führt durch malerische Landschaften und bietet zahlreiche Aussichtspunkte entlang der Strecke.
Öffentlicher Verkehr
Bach ist auch gut an das öffentliche Verkehrsnetz angebunden. Es gibt regelmäßige Busverbindungen des VVT (Verkehrsverbund Tirol), die Bach mit den umliegenden Gemeinden und Reutte verbinden.
Seilbahn
Ein besonderes Highlight ist die Jöchelspitzbahn, eine moderne 8-Personen-Gondelbahn, die sowohl im Sommer als auch im Winter in Betrieb ist.
Wander- und Radwege
Bach verfügt über ein gut ausgebautes Netz von Wander- und Radwegen, die sowohl für Freizeitaktivitäten als auch für den täglichen Verkehr genutzt werden können. Diese Wege sind gut ausgeschildert und bieten sichere und landschaftlich reizvolle Routen durch die Region.
Parkmöglichkeiten
In der Gemeinde gibt es ausreichend Parkmöglichkeiten für Besucher, darunter Parkplätze an der Talstation der Jöchelspitzbahn und in der Ortsmitte.

## Politik
Der Gemeinderat hat 11 Mitglieder.
| Partei                                 | 2022    | 2022    | 2022    | 2016  | 2016 | 2016 | 2010  | 2010 | 2010 |
| Partei                                 | Prozent | Stimmen | Mandate | %     | St.  | M.   | %     | St.  | M.   |
| -------------------------------------- | ------- | ------- | ------- | ----- | ---- | ---- | ----- | ---- | ---- |
| Gemeinsam für die Gemeinde Bach (GFB)  | 81,77   | 332     | 9       | 57,48 | 242  | 7    | 55,28 | 246  |      |
| Füreinander in der Gemeinde Bach (FGB) | 18,23   | 74      | 2       | 10,93 | 46   | 1    | 11,01 | 49   |      |
| Dorfgemeinschaft Bach                  |         |         |         | 17,81 | 75   | 2    | 17,08 | 76   |      |
| Wir Bacher für Bach                    |         |         |         | 13,78 | 58   | 1    |       |      |      |
| Gemeinsam statt einsam                 |         |         |         |       |      |      | 15,96 | 71   |      |
| Erschtbaum                             |         |         |         |       |      |      | 0,67  | 3    |      |

### Bürgermeister
- bis 2010 Albert Wolf (ÖVP)
- 2010–2022 Egon Brandhofer (ÖVP)
- seit 2022 Simon Larcher (ÖVP)

### Wappen
Blasonierung:
„In Silber ein rechter blauer Wellenschrägbalken mit drei silbernen nach oben springenden und rechtsgewendeten Fischen.“
Das am 30. Oktober 1973 verliehene Gemeindewappen symbolisiert als redendes Wappen den Ortsnamen.

## Persönlichkeiten
- Joseph Michael Schnöller (1707–1767), Baumeister und Architekt
- Karl Selb (1760–1819), Maler und Lithograf aus Unterstockach, Lehrer von Anton Falger (1791–1876), ebenfalls Maler und Lithograf
- Josef Anton Selb (1784–1832), Maler und Lithograf, Bruder von Karl Selb
- Josef Alois Knittel (1814–1875), Freiburger Bildhauer, der im Ortsteil Oberbach geboren wurde
- Anselm Klotz (1838–1920), Bergführer aus dem Ortsteil Stockach, erster Bezwinger die Freispitze und der Parseierspitze von der Lechtaler Seite aus (1875). Erster zertifizierter Bergführer des Lechtals.
- Toni Knittel (* 1963), Künstlername Bluatschink, bekannter Sänger, Liedermacher und Autor des Musicals Ritter Rüdiger sowie der bekannten Lechtalmesse

## Bildergalerie

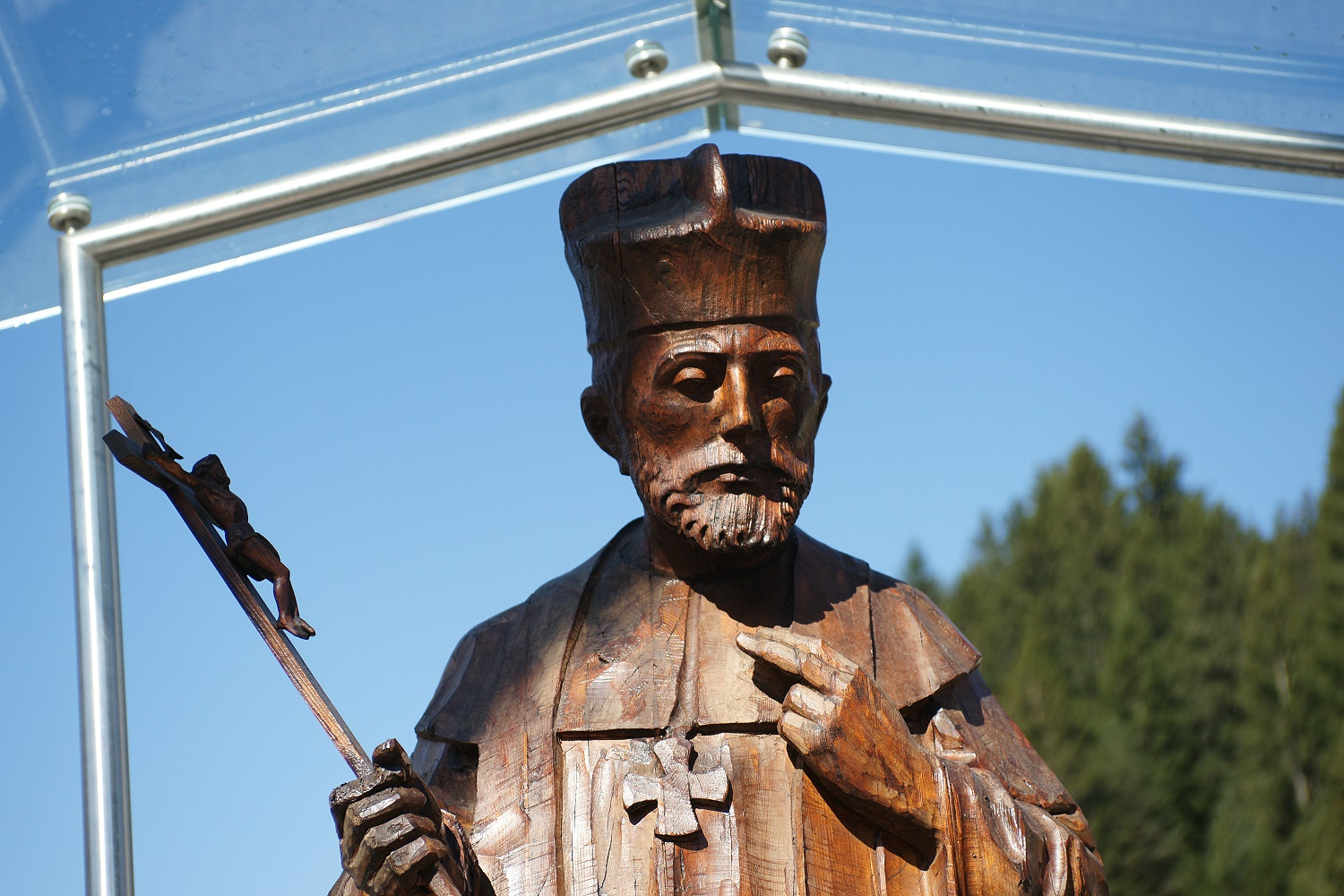
Heiliger Nepomuk auf der Lechbrücke
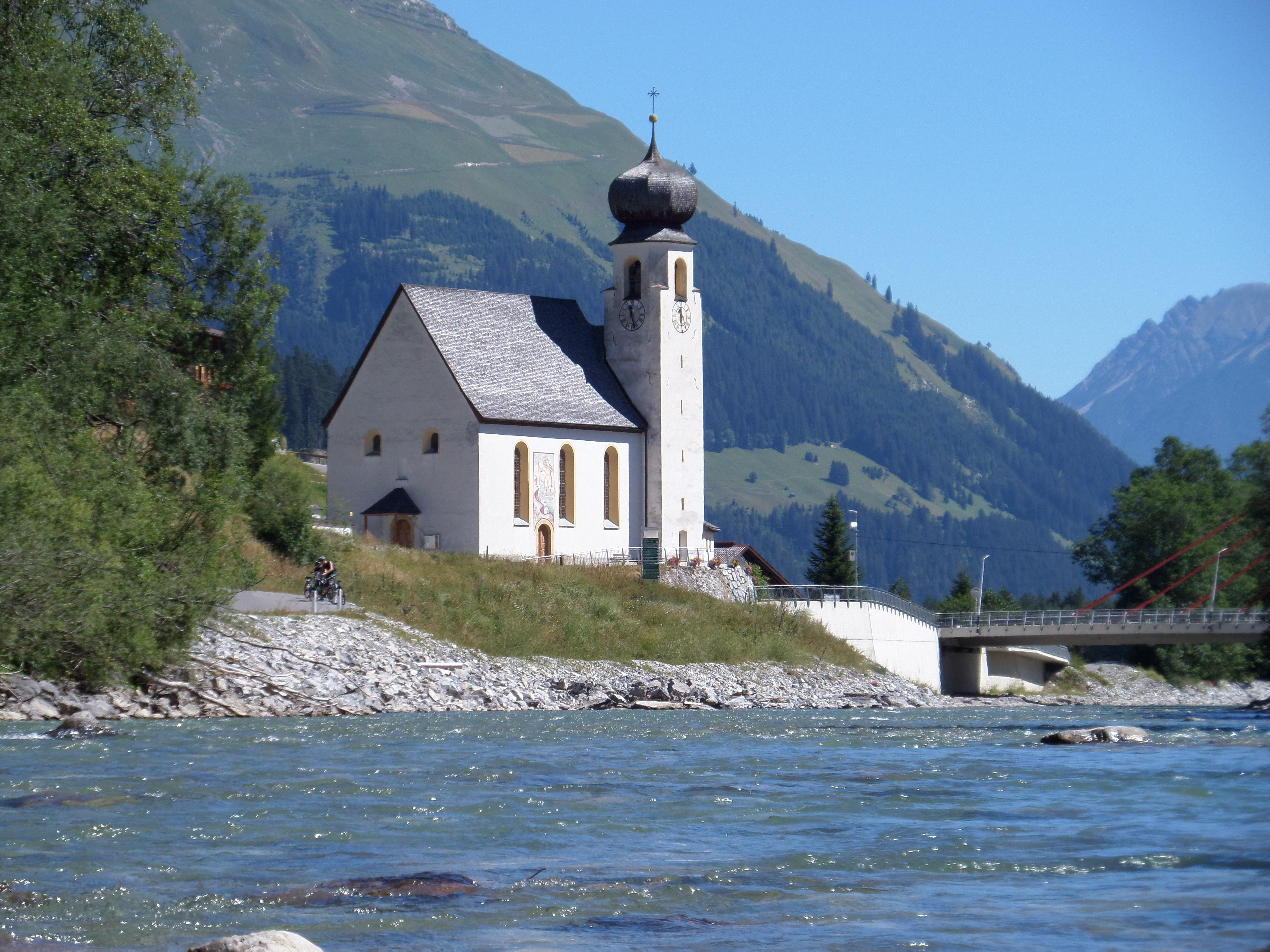
Ausblick auf die Pfarrkirche
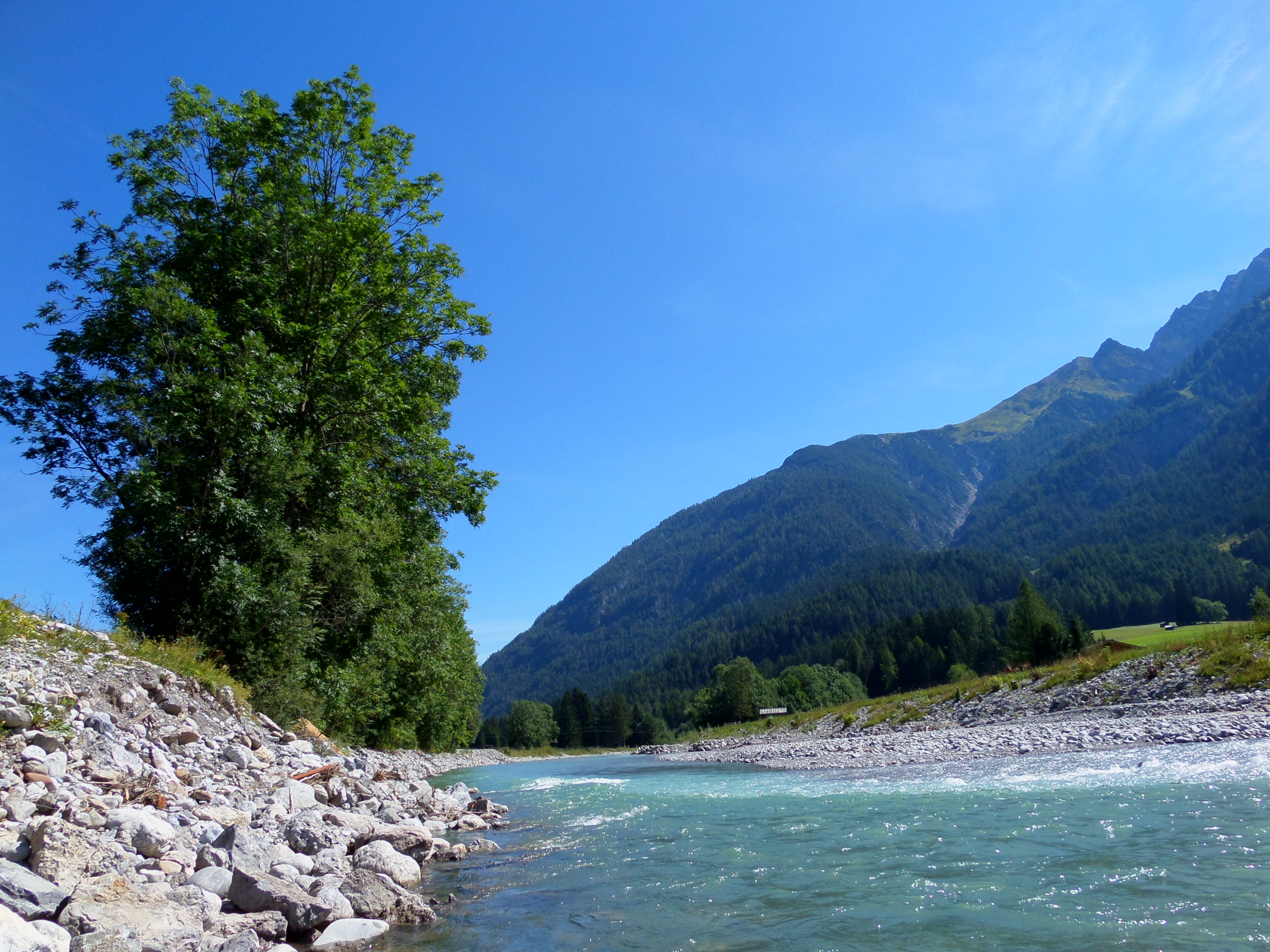
Der türkis-blaue Lech bei Bach
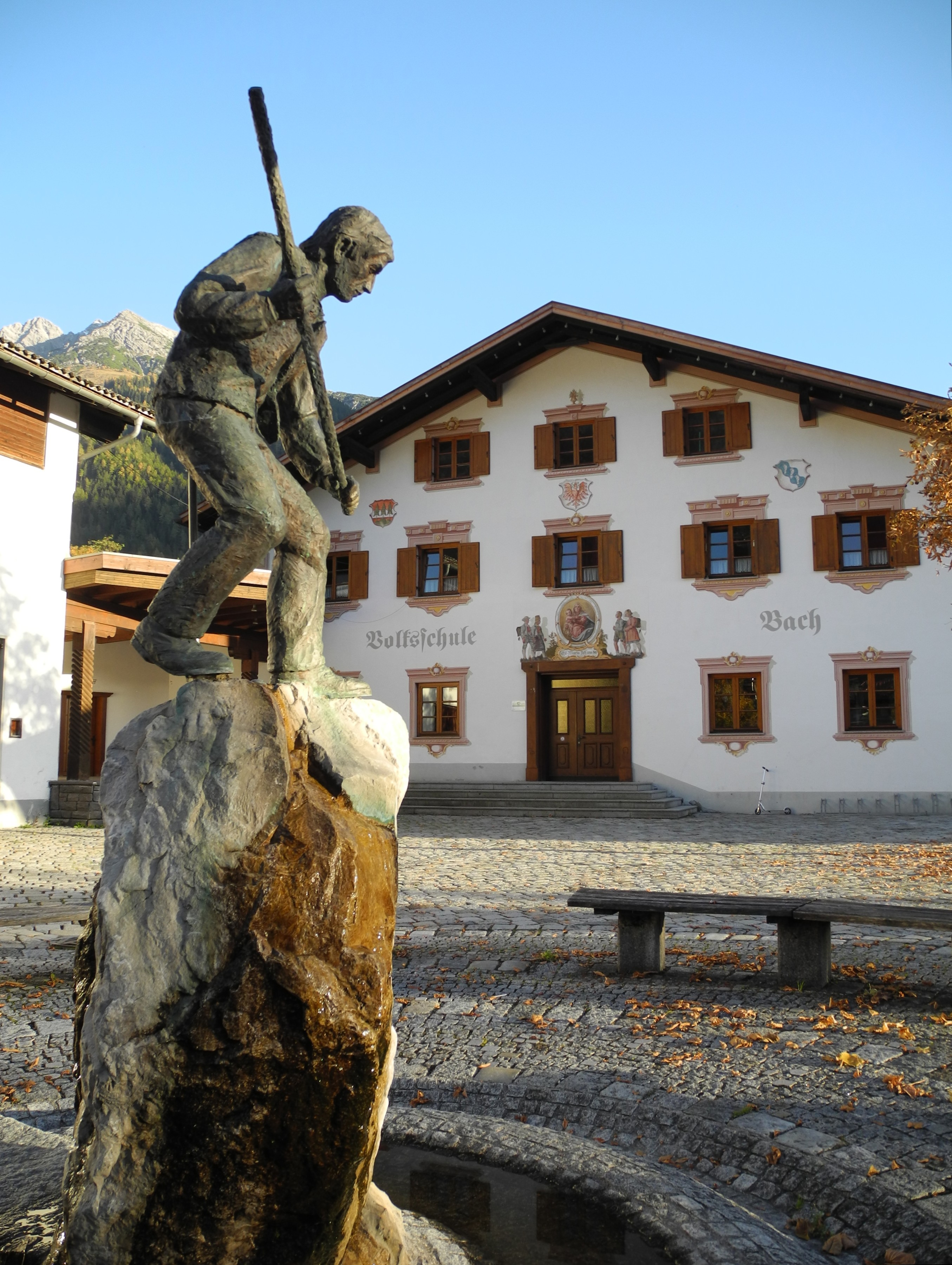
Dorfplatz mit Brunnen
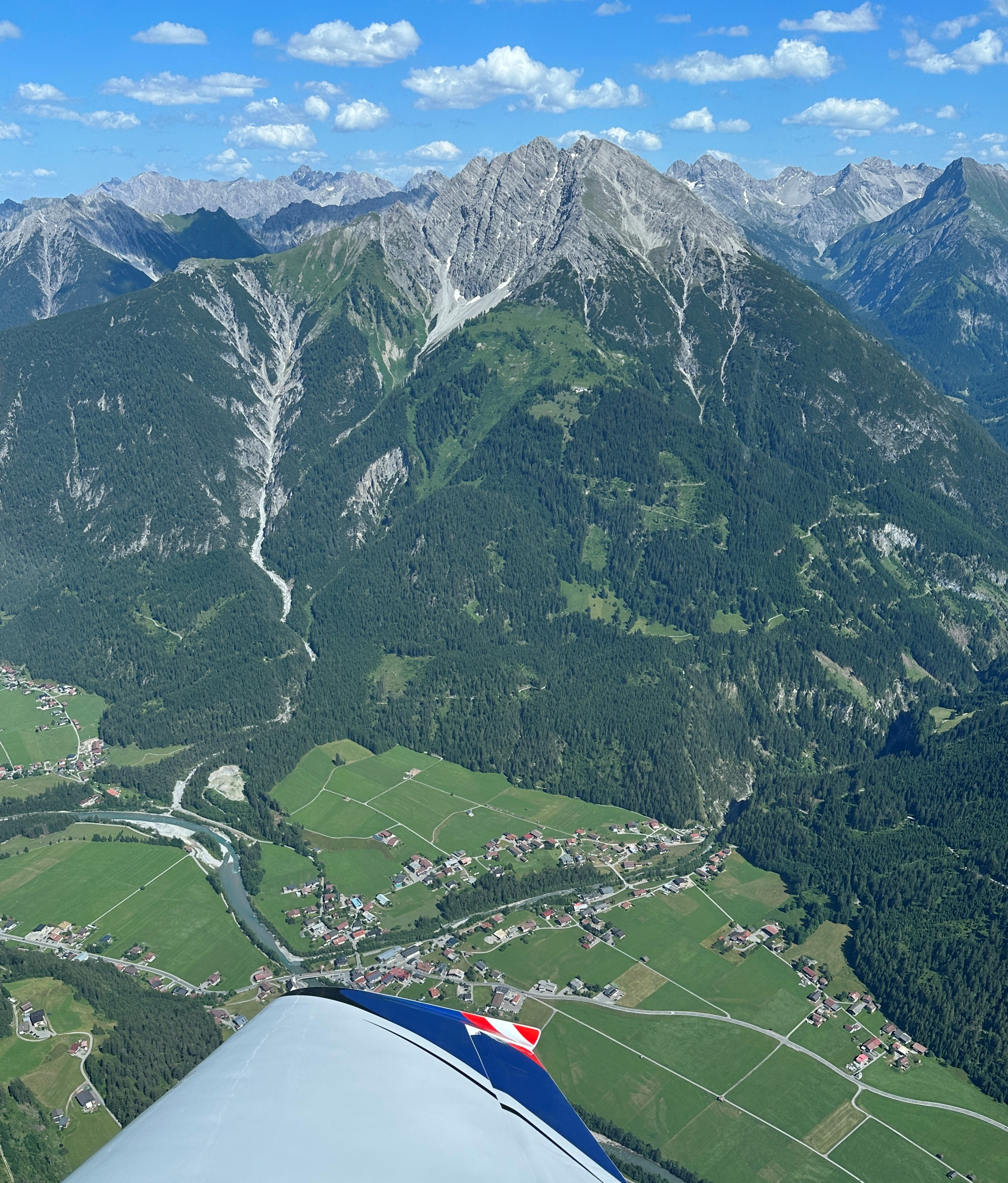
Bach mit Blick auf die Ruitelspitze 2.574 Meter (Hausberg)
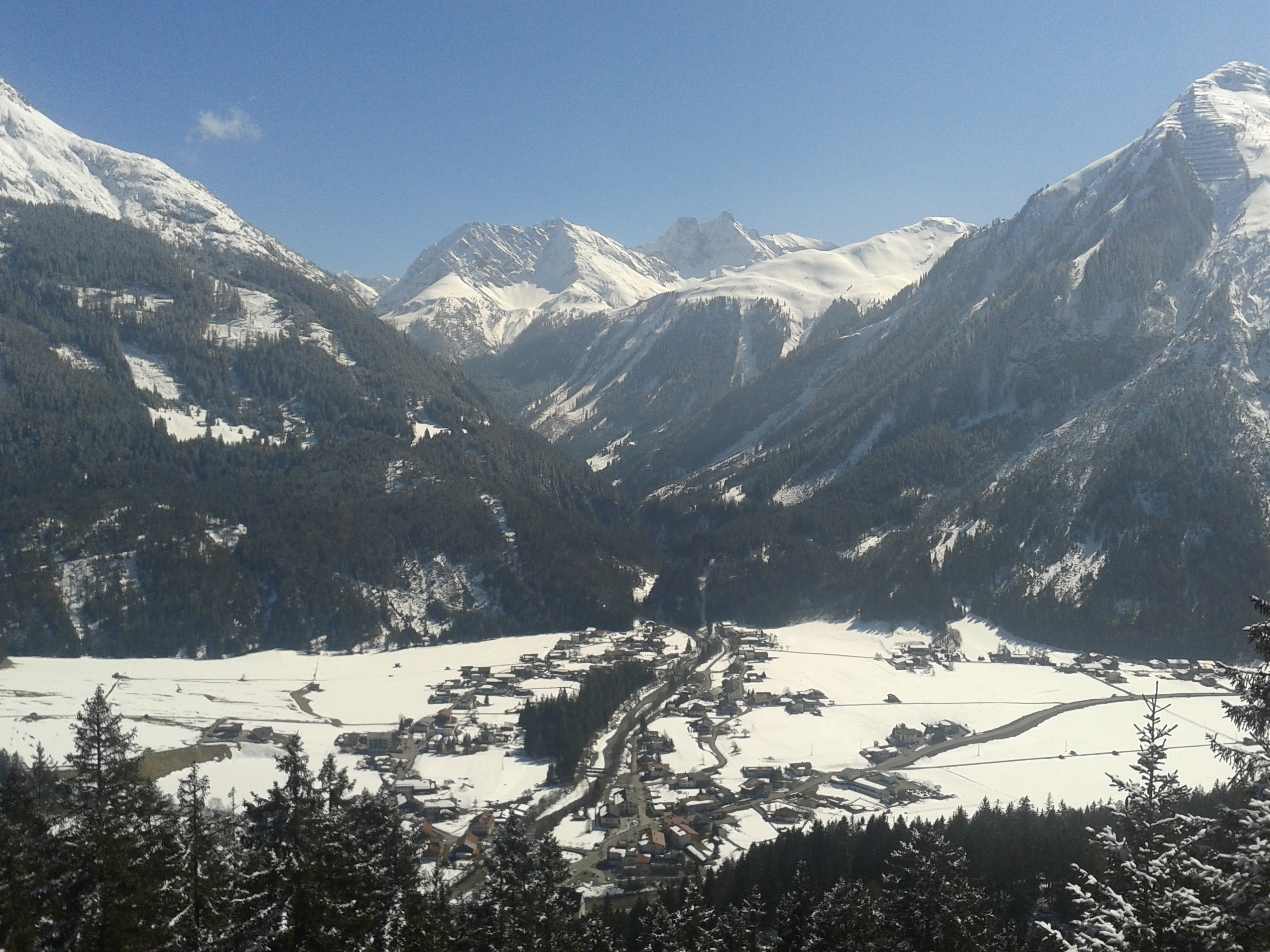
Blick nach Bach und auf die Lechtaler Alpen (Winter)
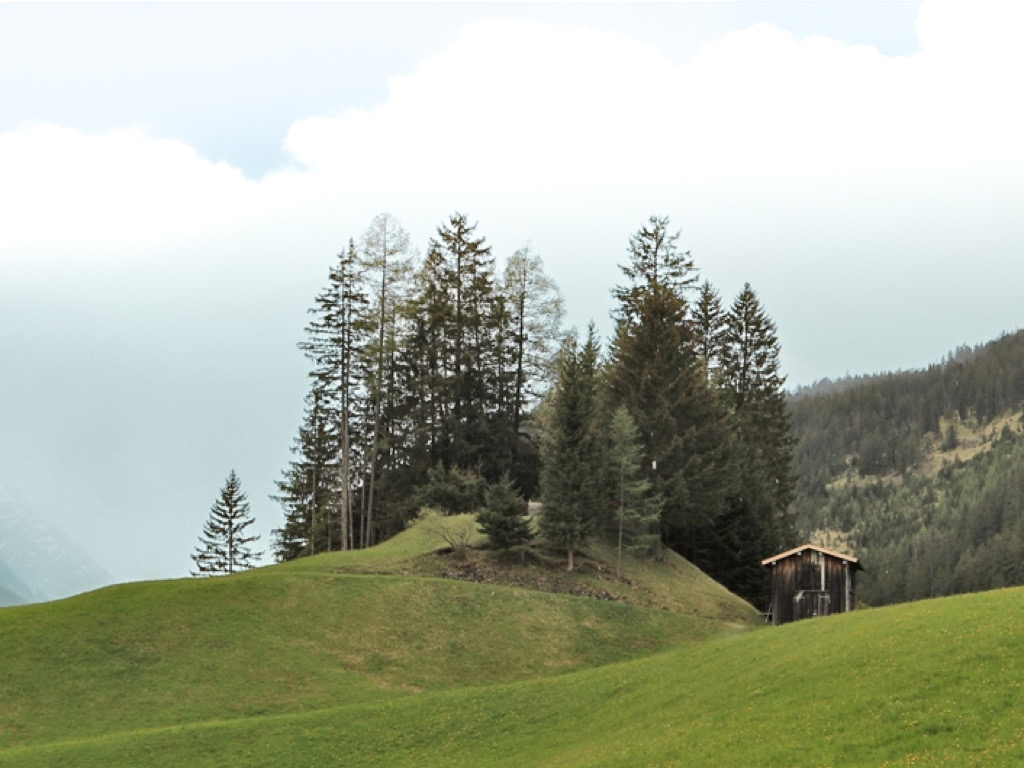
Ort der Gerichtsstätte Lechtal im Weiler Seesumpf